# Italo Svevo

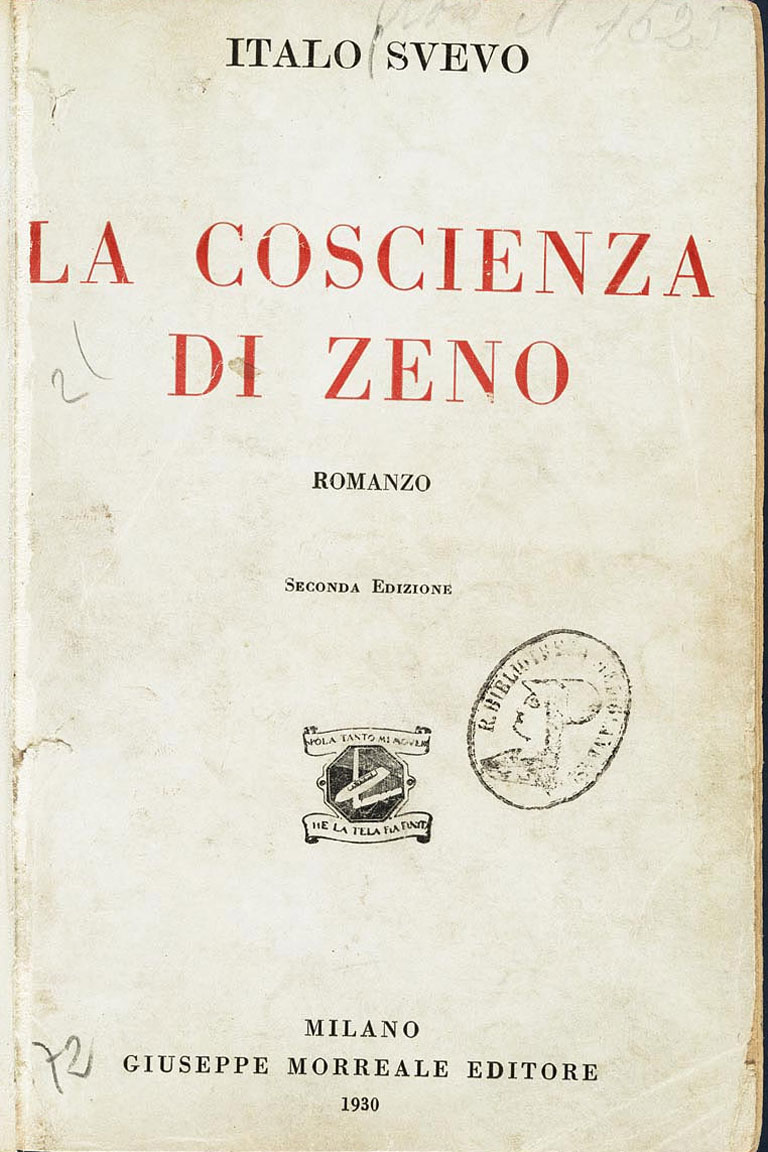
La coscienza di Zeno, seconda edizione, Milano 1930

Italo Svevo, rodným jménem Aron Ettore Schmitz (19. prosince 1861, Terst – 13. září 1928, Motta di Livenza), byl italský spisovatel a dramatik židovského původu narozený na území Rakouského císařství.

## Dílo
Byl představitelem modernismu. Nejznámější jsou jeho romány Vědomí a svědomí Zena Cosiniho a Senilita. Napsal i třináct divadelních her, za jeho života však byla inscenována jen jednoaktovka Roztříštěné trio. Jeho divadelní tvorba byla objevena až v 60. letech 20. století. Divadelní recenze psal pod pseudonymem Ettore Samigli (do terstského deníku L’Indipendente). Jeho dílo je hluboce spjato s Terstem, který je významným prvkem všech autorových textů. Do italské literatury Svevo uvedl nový typ hrdiny, v ní do té doby zcela neznámý - "inetta", neschopné a zneuznané budižkničemu.

### Vědomí a svědomí Zena Cosiniho
Jeho nejznámější prací je román La coscienza di Zeno, který v českém překladu vyšel pod názvem Vědomí a svědomí Zena Cosiniho. Hlavní hrdina Zeno Cosini v ní píše paměti, které mu mají pomoci v jeho psychoanalýze. Čtenáři je řečeno, že paměti zveřejňuje Zenův psychoanalytik, a že Zeno v nich mnohokráte lže. (Sám Svevo psychoanalýzu podstoupil, když chtěl pochopit svou závislost na nikotinu, ze které se mu nikdy nepodařilo osvobodit. O dílo Sigmunda Freuda se velmi zajímal, dokonce do italštiny přeložil jeho knihu O snu).
Vědomí a svědomí Zena Cosiniho vyšlo roku 1923 a nevzbudilo naprosto žádný zájem u italské kritiky, ani u čtenářů, z velké části byla překážkou Svevova italština, která se italským čtenářům zdála zvláštně "tuhá" a "úřední", což byl dojem správný, pro Sveva byla italština až druhým jazykem, běžně hovořil tzv. terstským nářečím a italštinu nasával v úředním a obchodním prostředí (byl mj. úředníkem Unionbanky a zaměstnancem tchánovy továrny na podmořské lazury). Opomíjené knize však velmi pomohl irský spisovatel James Joyce, který ji považoval za výjimečnou a prosadil její vydání ve Francii. Zde kniha došla ohlasu a teprve poté byla objevena i v Itálii, zejména díky kritikovi Eugeniu Montalemu. Joyce posléze uvedl, že Zeno Cosini byl jedním z modelů pro postavu Leopolda Blooma v jeho nejslavnějším románu Odysseus.
Joyce a Svevo se prvně setkali roku 1905, když Joyce vyučoval na terstské škole Berlitz. Brzy se stali osobními přáteli a Joyce osobně Sveva učil anglicky.

### Senilita
Román Senilita byl v pořadí druhým Svevovým dílem. Projevil se v něm už jako zralý autor. Jeho hlavním tématem je analýza lidských vztahů, z níž mu vychází obraz neschopnosti lidí pochopit se navzájem. Emilio Brentano žije jako vážený člověk poklidným životem se svou sestrou Amálio. Jednoho dne se seznámí s dívkou lehkých mravů, inteligentní, ale koketní Angiolinou, a toto setkání rozvrátí jeho život. Jak ji poznal, zanedbává svou práci a přemýšlí pouze o ní. Angiolina se stane modelkou v ateliéru jeho nejlepšího přítele, sochaře Ballila. Emilio se chytá do vlastní pasti, lže a týrá sám sebe. O tom, že je zamilovaný, ví i jeho sestra Amálie, ale ona se mu se svými city nesvěřuje; o jejích snech a o jejích citech k Emiliovu příteli Ballimu se dozví pouze z toho, že sestra začne vyprávět ze sna. Postupně se z ní však stane narkomanka (éteromanka) a brzy na následky své slabosti umírá. Po její smrti si Emilio uvědomí, že jeho nedostatek energie, jeho skleslost, dělá z něj strůjce vlastního neštěstí i neštěstí jiných.

## Smrt
Zemřel na následky dopravní nehody. Těsně před smrtí prý v nemocnici požádal o cigaretu s tím, že tato je "opravdu poslední" (což prý říkal před zapálením každé cigarety).

### České překlady
- Vědomí a svědomí Zena Cosiniho (La coscienza di Zeno), přeložil Jan Vladislav, Odeon, Praha 1975 (v tomto vydání překladatel pokryt jménem Hany Benešové) a Tichá Byzanc, Kutná Hora 2005.
- Senilita (Senilità), přeložila Alena Hartmanová, Československý spisovatel, Praha 1971.
- Život pana Alfonsa (Una vita), přeložil Vladimír Horáček, Melantrich, Praha 1974.
- Povedený kousek (Una burla riuscita a jiné povídky), přeložil Jaromír Fučík, SNKLHU, Praha 1962.
- Nové mládí starého pána (La rigenerazione), přeložil Zdeněk Digrin, Dilia, Praha 1979.
- Krátká sentimentální cesta a jiné povídky, přeložila Alice Flemrová, Paseka 2012